# Díode p–n

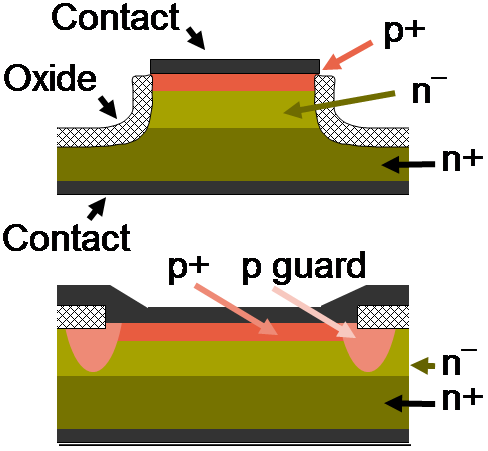
Estructura de díode Mesa (superior) i estructura de díode pla amb anell de protecció (inferior).

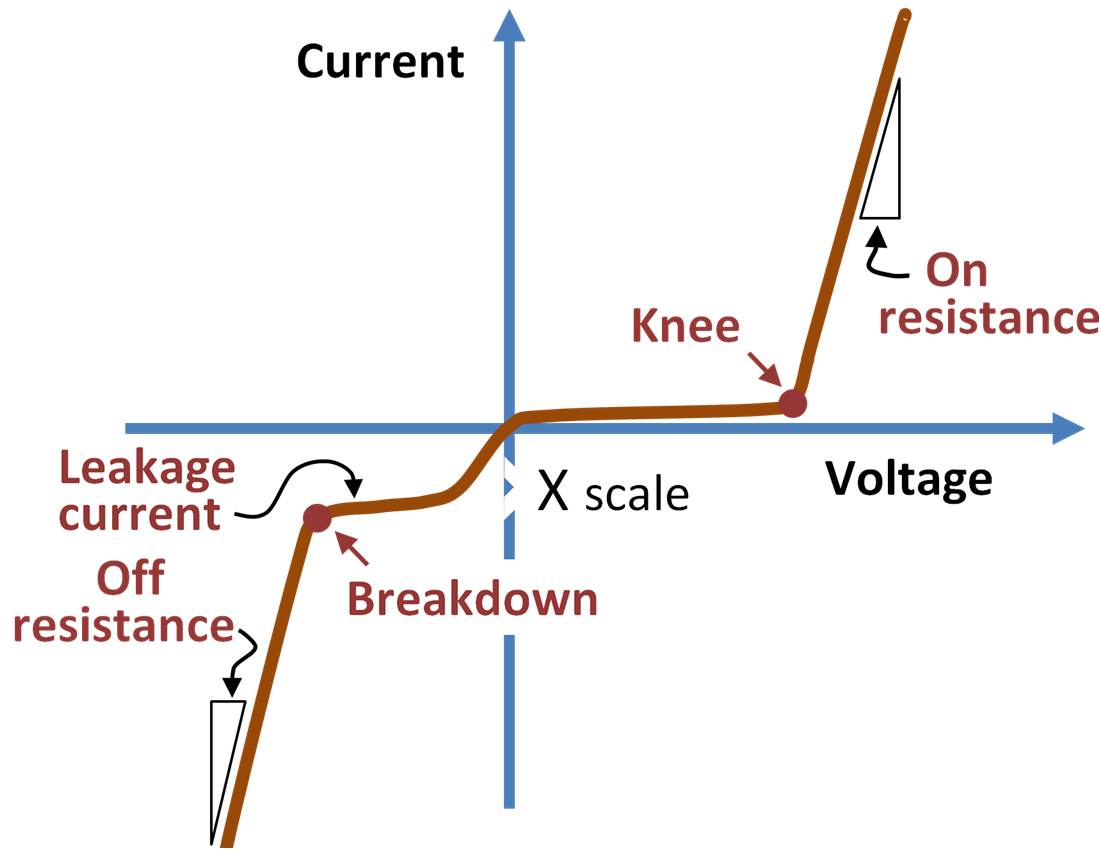
Característiques de corrent-tensió del díode p–n no ideals.

Un díode p–n és un tipus de díode semiconductor basat en la unió p–n. El díode condueix el corrent en una sola direcció, i es fa unint una capa semiconductora de tipus p a una capa semiconductora de tipus n. Els díodes semiconductors tenen múltiples usos, incloent la rectificació de corrent altern a corrent continu, en la detecció de senyals de ràdio, emissió de llum i detecció de llum.

## Estructura
La figura mostra dues de les moltes estructures possibles utilitzades per als díodes semiconductors p–n, ambdues adaptades per augmentar la tensió que els dispositius poden suportar en polarització inversa. L'estructura superior utilitza una taula per evitar una curvatura pronunciada de la regió p+ al costat de la capa n contigua. L'estructura inferior utilitza un anell de protecció p lleugerament dopat a la vora de la cantonada afilada de la capa p+ per estendre la tensió a una distància més llarga i reduir el camp elèctric. (Superíndexs com n+ o n- es refereixen a nivells de dopatge d'impureses més pesats o més lleugers).

## Comportament elèctric
El díode ideal té una resistència zero per a la polaritat de polaritat directa i una resistència infinita (condueix un corrent zero) per a la polaritat de tensió inversa; si està connectat en un circuit de corrent altern, el díode semiconductor actua com a rectificador elèctric.
El díode semiconductor no és ideal. Com es mostra a la figura, el díode no condueix de manera apreciable fins que s'arriba a una tensió de genoll diferent de zero (també anomenada tensió d'encesa o tensió d'encesa). Per sobre d'aquesta tensió, el pendent de la corba de corrent-tensió no és infinita (la resistència activa no és zero). En sentit invers, el díode condueix un corrent de fuga diferent de zero (exagerat per una escala més petita a la figura) i a una tensió inversa prou gran per sota de la tensió de ruptura, el corrent augmenta molt ràpidament amb tensions inverses més negatives.

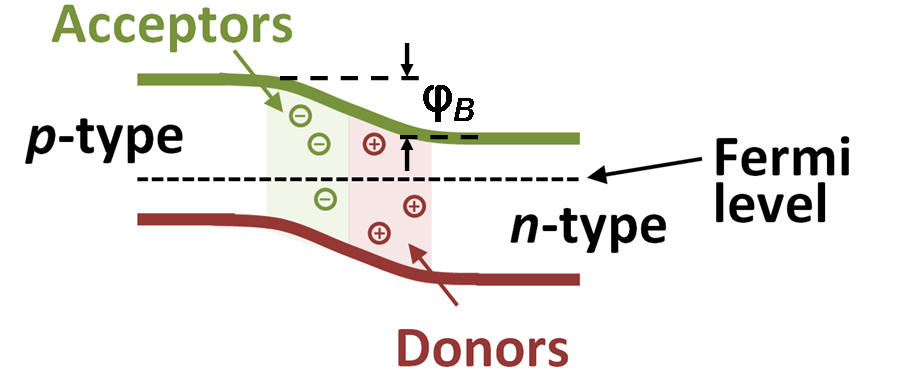
Diagrama de flexió de la banda per al díode p–n a tensió aplicada zero. La regió d'esgotament està ombrejada.

## Sense polarització
La figura mostra un diagrama de flexió de banda per a un díode p–n ; és a dir, les vores de la banda per a la banda de conducció (línia superior) i la banda de valència (línia inferior) es mostren en funció de la posició a ambdós costats de la unió entre el material de tipus p (costat esquerre) i el material tipus n (costat dret). Quan una regió de tipus p i una regió de tipus n del mateix semiconductor s'ajunten i els dos contactes del díode es curtcircuita, el nivell de mitja ocupació de Fermi (línia recta horitzontal discontínua) es troba a un nivell constant. Aquest nivell garanteix que a la massa lliure de camp a banda i banda de la unió les ocupacions del forat i dels electrons siguin correctes. (Així, per exemple, no és necessari que un electró surti del costat n i viatgi cap al costat p a través del curtcircuit per ajustar les ocupacions).

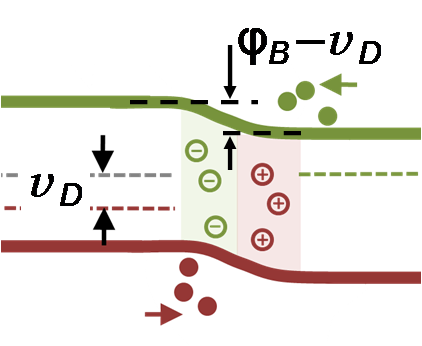
Diagrama de flexió de la banda per al díode p–n en polarització directa. La difusió condueix els portadors a través de la unió.

## Polarització directa
En polarització directa, el terminal positiu de la bateria està connectat al material de tipus p i el terminal negatiu està connectat al material de tipus n de manera que els forats s'injecten al material de tipus p i els electrons al material de tipus n. Els electrons del material de tipus n s'anomenen portadors majoritaris d'aquest costat, però els electrons que arriben al costat de tipus p s'anomenen portadors minoritaris. Els mateixos descriptors s'apliquen als forats: són portadors majoritaris al costat del tipus p i portadors minoritaris al costat del tipus n.

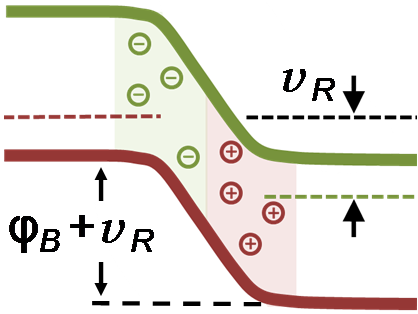
Flexió de banda per al díode p–n en polarització inversa.

## Polarització inversa
En biaix invers, el nivell d'ocupació dels forats tendeix de nou a mantenir-se al nivell del semiconductor de tipus p a granel, mentre que el nivell d'ocupació dels electrons segueix el del tipus n a granel. En aquest cas, les vores de la banda a granel de tipus p s'eleven en relació amb la massa de tipus n pel biaix invers v R, de manera que els dos nivells d'ocupació a 'engròs es tornen a separar per una energia determinada per la tensió aplicada. Tal com es mostra al diagrama, aquest comportament significa que el pas de les vores de la banda augmenta fins a φB+vR, i la regió d'esgotament s'eixampla a mesura que s'allunyen els forats al costat p i els electrons al costat n.